# برايان بيكر (منافس ألعاب قوى)
برايان بيكر (بالإنجليزية: Brian Baker)‏ هو منافس ألعاب قوى أمريكي، ولد في 8 يونيو 1970.

## وصلات خارجية
- برايان بيكر على موقع الاتحاد الدولي لألعاب القوى (الإنجليزية)